# Лясовиці (Легницький повіт)
Лясовиці (пол. Lasowice, нім. Groß Läswitz) — село в Польщі, у гміні Руя Легницького повіту Нижньосілезького воєводства.
Населення — 361 особа (2011).
У 1975-1998 роках село належало до Легницького воєводства.

## Демографія
Демографічна структура станом на 31 березня 2011 року:
|          | Загалом | Допрацездатний вік | Працездатний вік | Постпрацездатний вік |
| -------- | ------- | ------------------ | ---------------- | -------------------- |
| Чоловіки | 192     | 57                 | 114              | 21                   |
| Жінки    | 169     | 35                 | 96               | 38                   |
| Разом    | 361     | 92                 | 210              | 59                   |